# Чишми (смт)
Чишми́ (рос. Чишмы́, башк. Шишмә) — селище міського типу, центр Чишмінського району Башкортостану, Росія.
Населення 21 901 осіб (2008).
Крупна вузлова залізнична станція Куйбишевської залізниці (лінії на Уфу, Самару і Ульяновськ) за 37 км на північний захід від Уфи.

## Історія
Населений пункт заснований в 1650 році. Статус селища міського типу — з 1946 року.

## Економіка
Найбільше промислове підприємство селища — завод «Стройдеталь». Також працюють ВАТ «Чишмінське» (маслозавод), ВАТ «Чишмінський цукровий завод», «Чишмінський
елеватор», ОПХ «Чишмінське».

## Відомі люди
- Істоміна Енесса Георгіївна — російський історик.

## Галерея

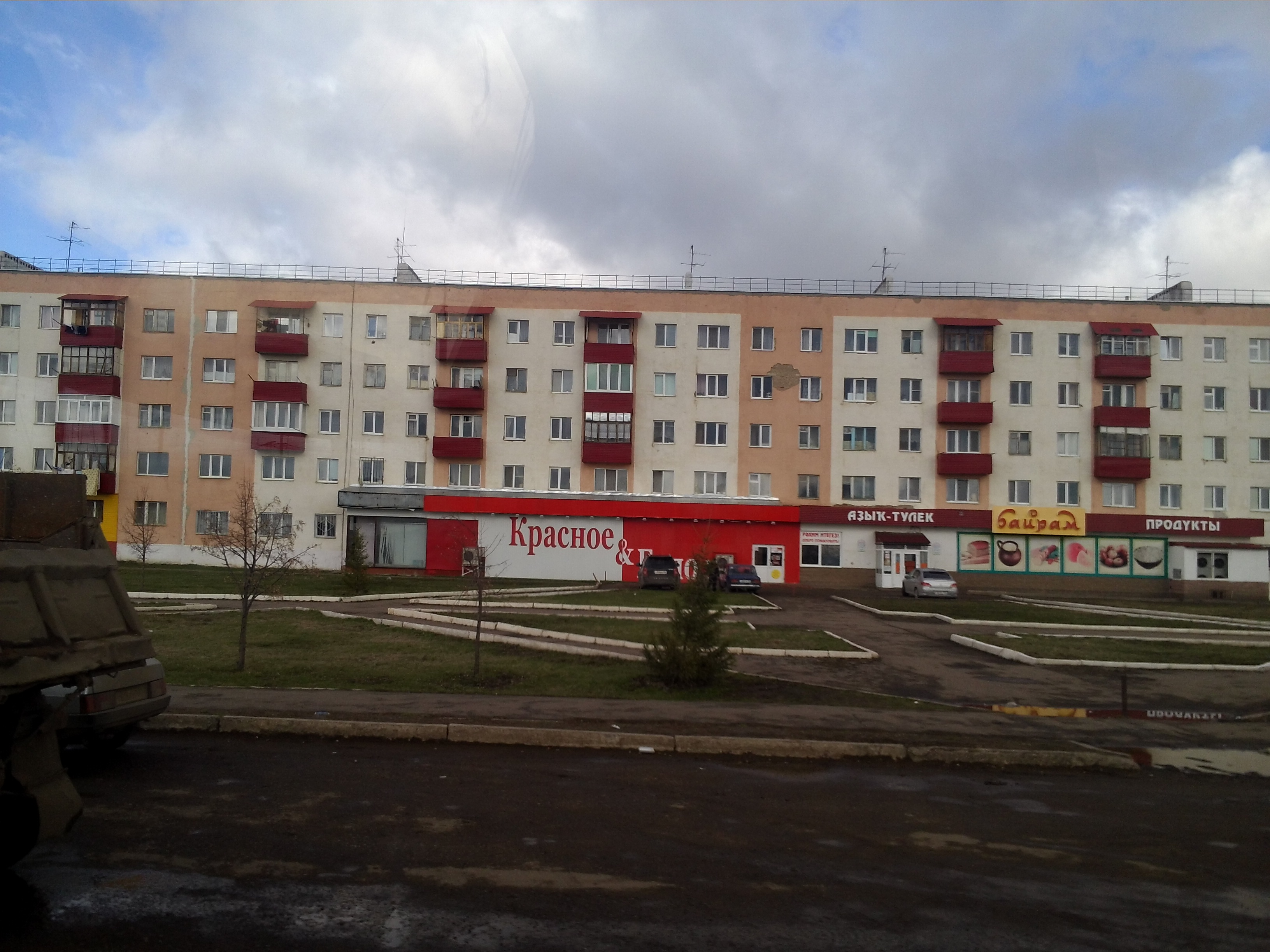
П'ятиповерхові будинки
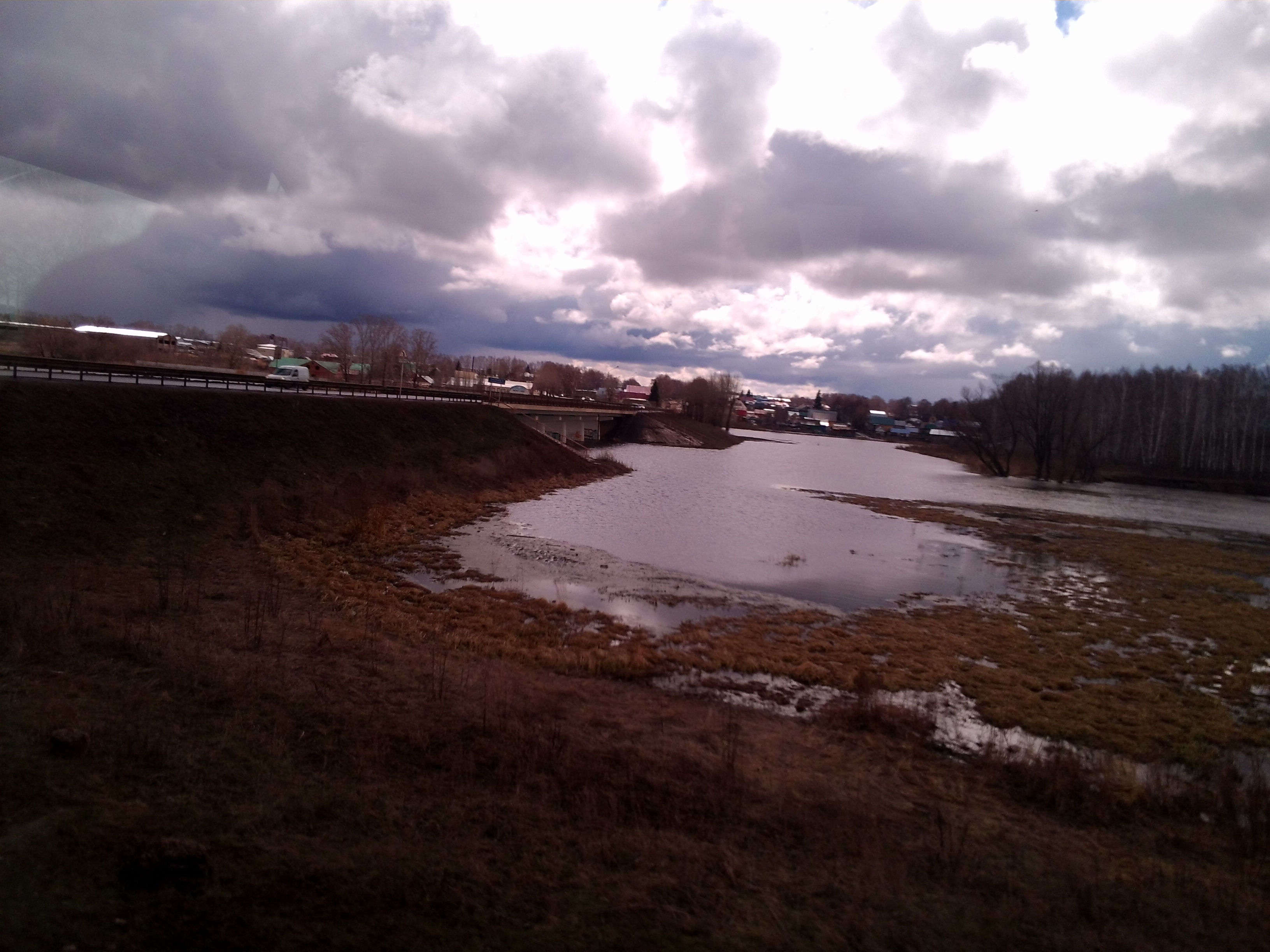
Міст
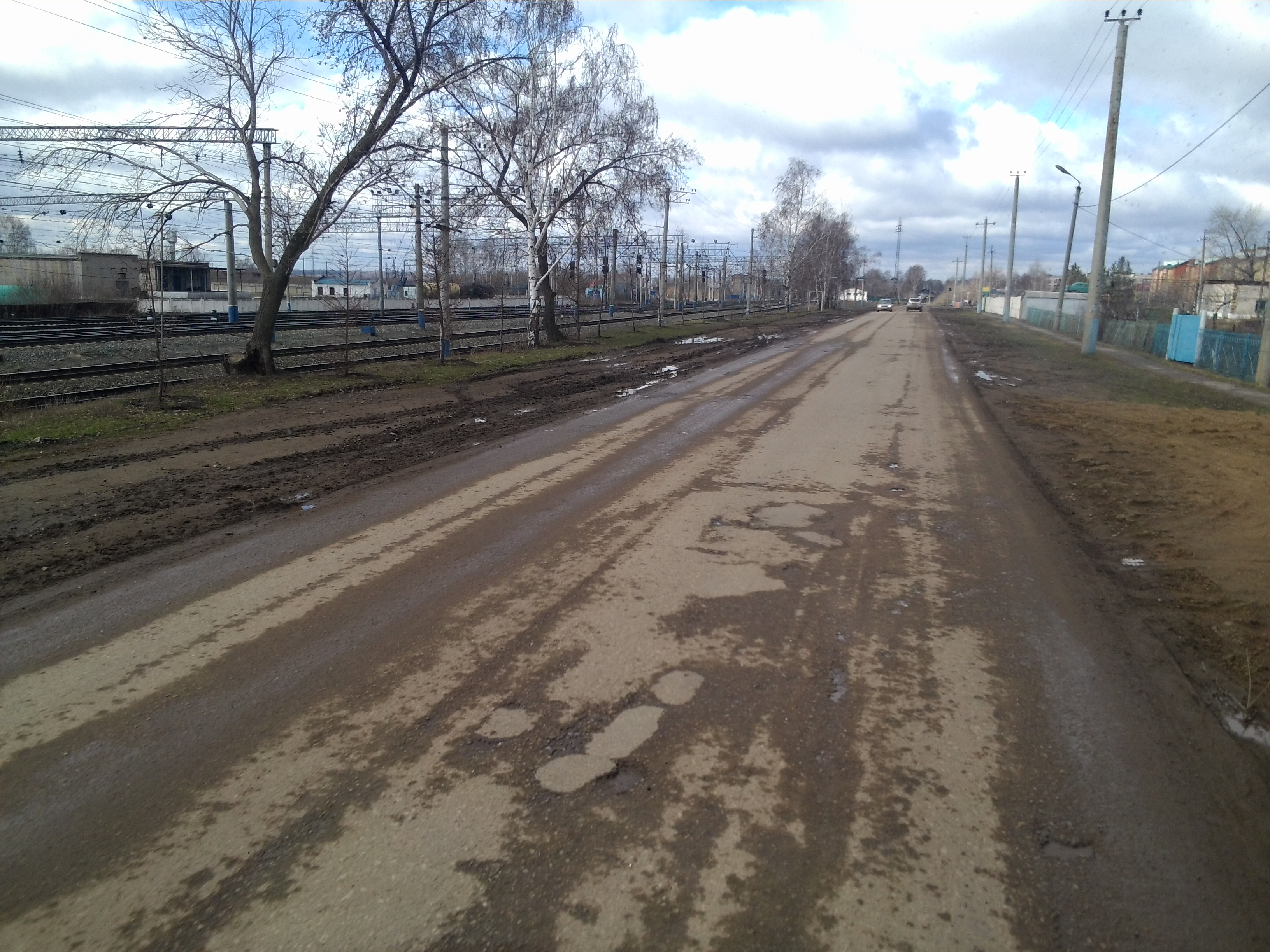
Автодорога та залізниця через селище
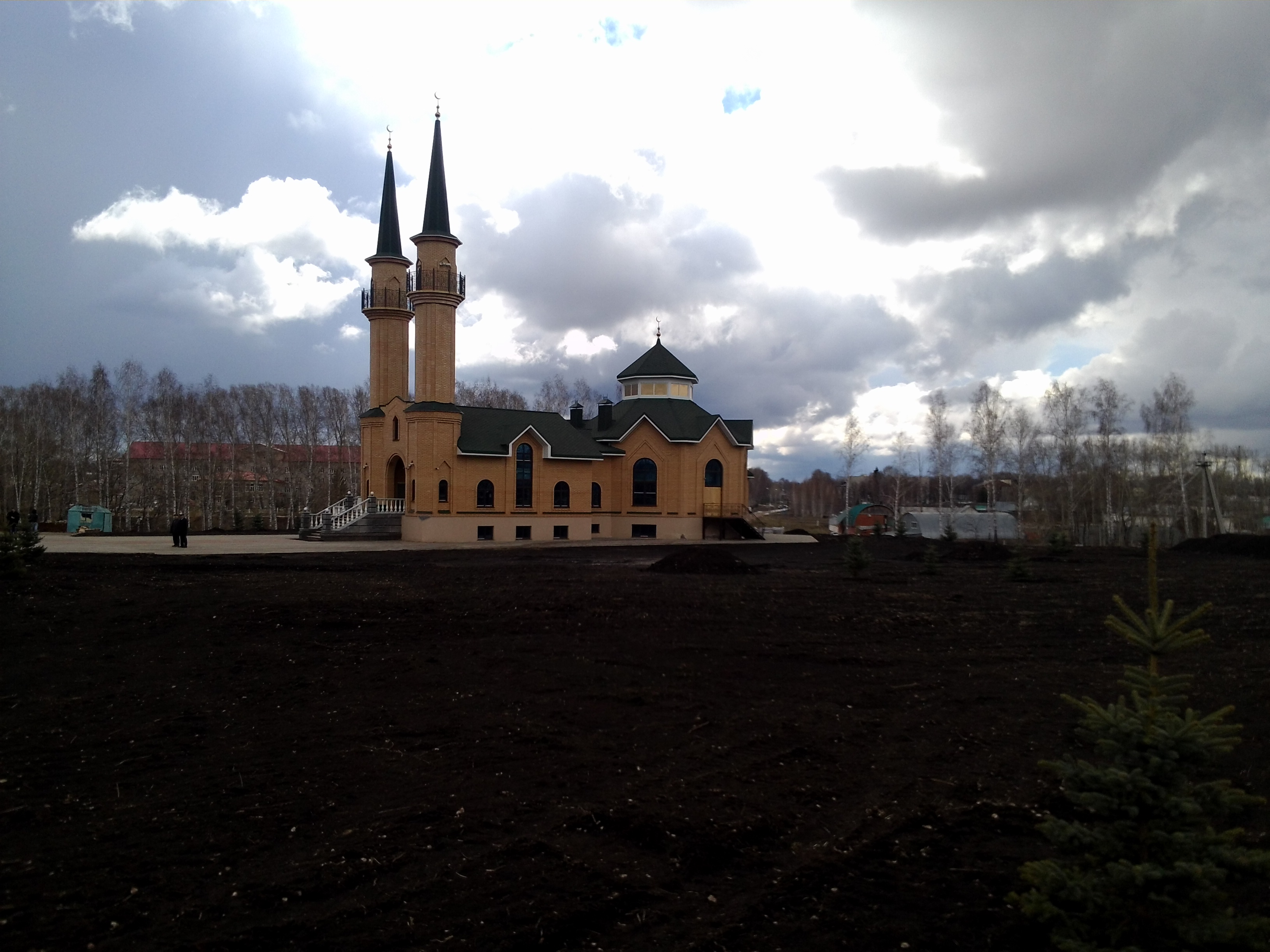
Мечеть
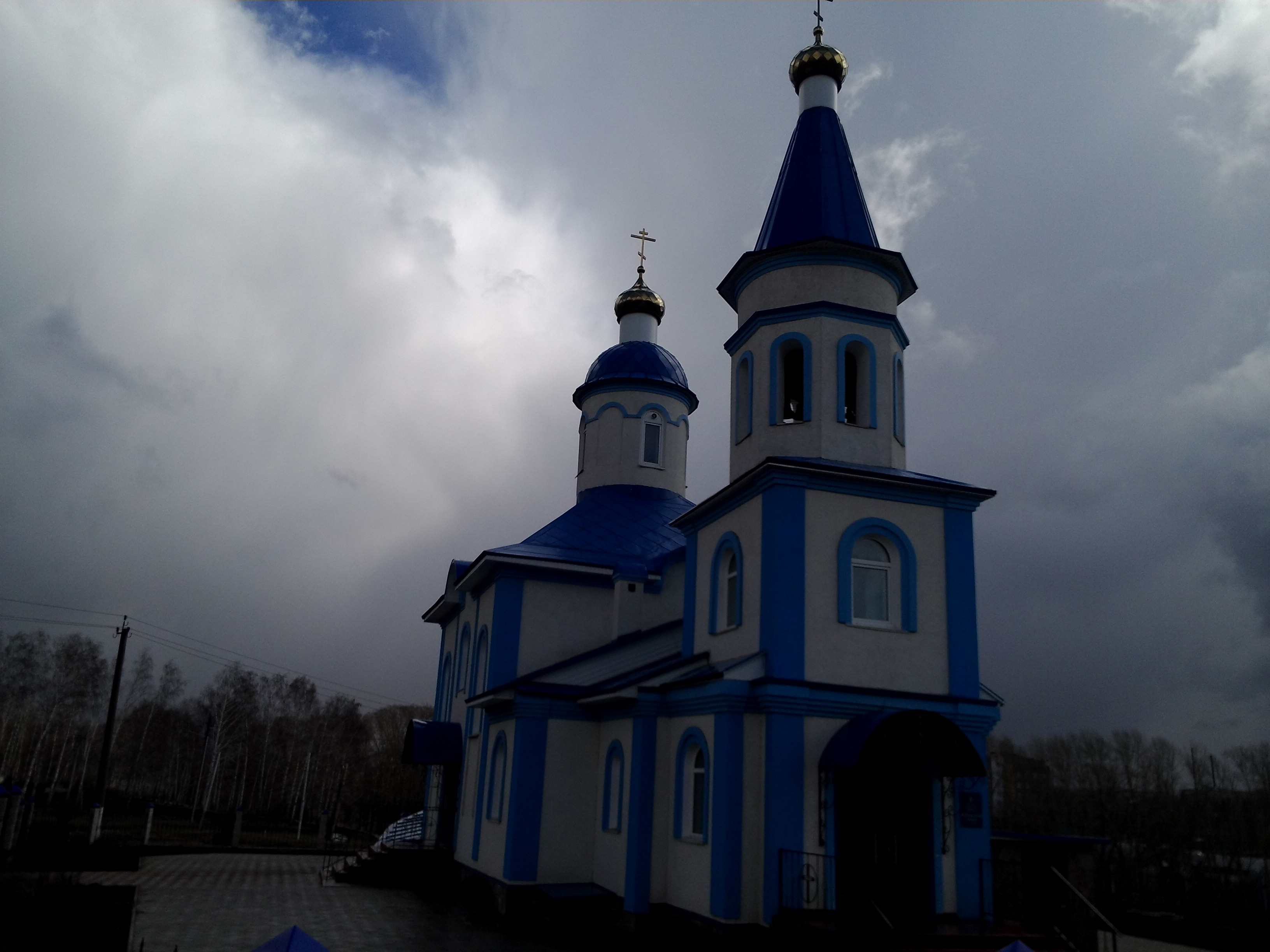
Православна церква
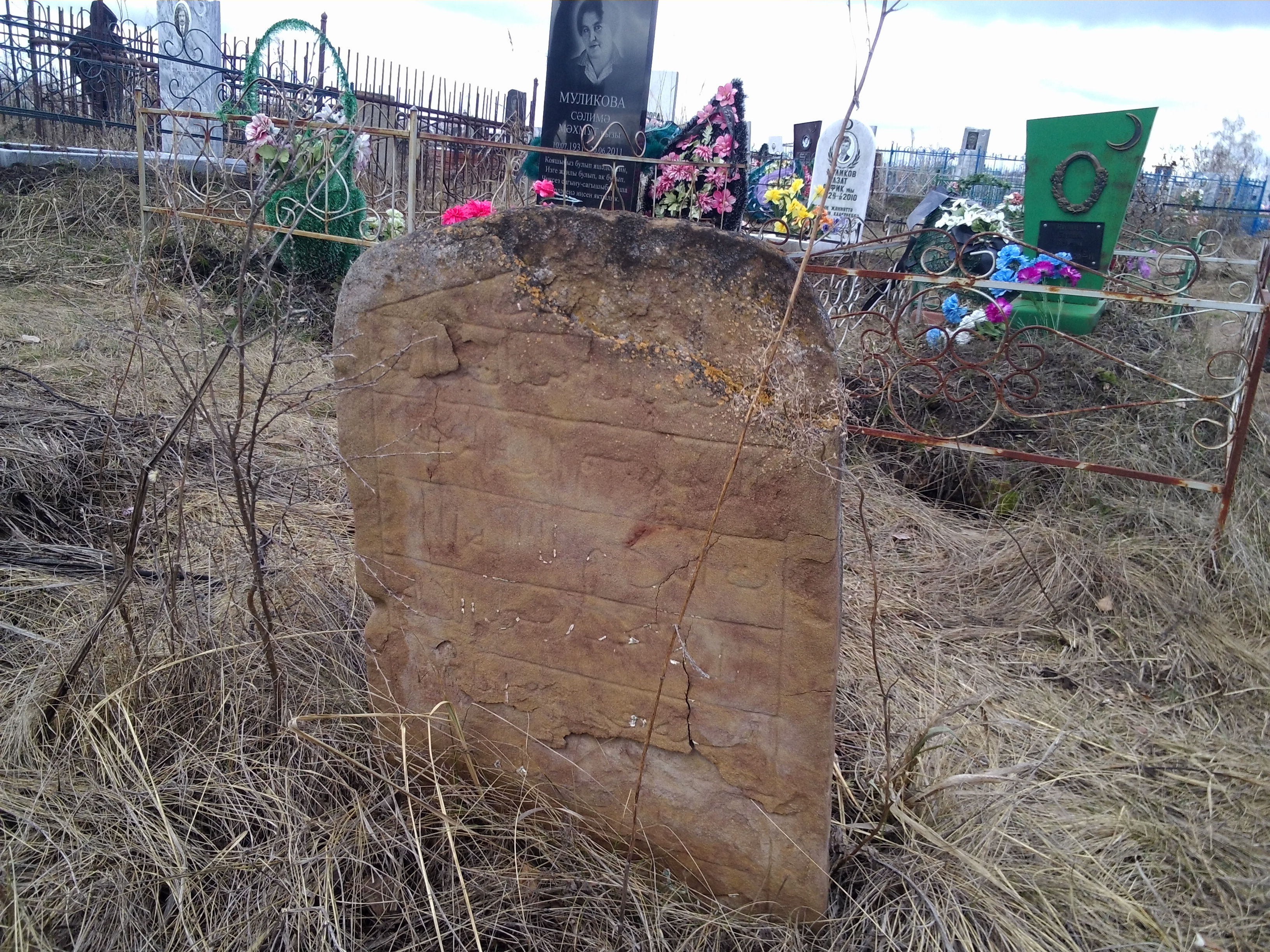
Стародавні могили на кладовищі
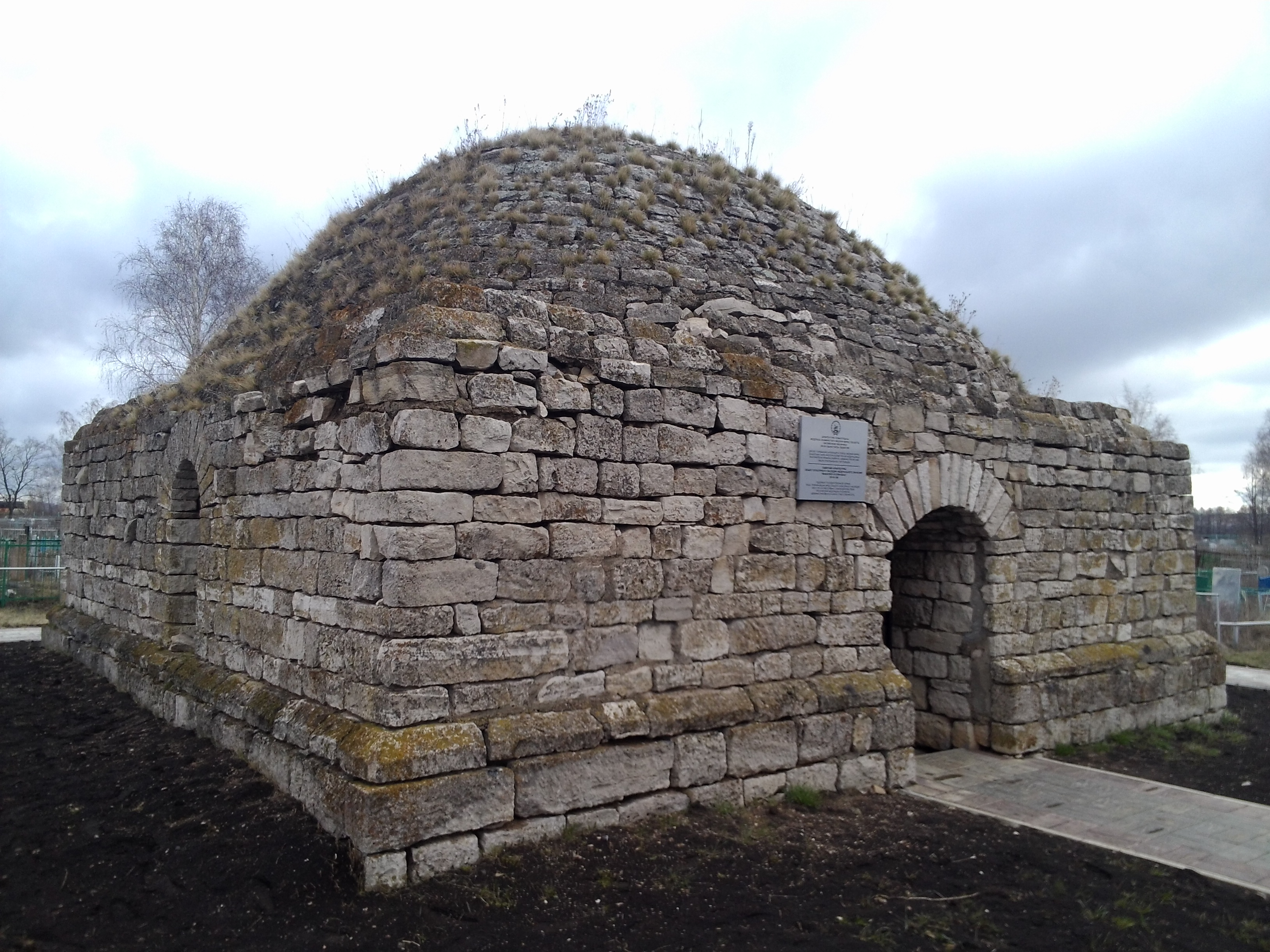
Мавзолей Хусейн-бека